# Exo Planet 3 – The Exo'rdium (dot)
EXO Planet 3 ─ The EXO'rDIUM (dot) es un álbum en vivo de la boy band surcoreana EXO. Fue grabado durante la última presentación de su tercera gira EXO Planet 3 ─ The EXO'rDIUM en Seúl, que se realizó el 27 de mayo de 2017. El álbum fue lanzado el 25 de octubre de 2017 por S.M. Entertainment. Tiene dos CD que incluyen 31 canciones.

## Lista de canciones
| CD 1 |                          |          |  |
| N.º  | Título                   | Duración |  |
| 1.   | «MAMA»                   | 2:17     |  |
| 2.   | «Monster»                | 3:51     |  |
| 3.   | «늑대와 미녀 (Wolf)»     | 6:15     |  |
| 4.   | «백색소음 (White Noise)» | 3:50     |  |
| 5.   | «Thunder»                | 2:42     |  |
| 6.   | «Playboy»                | 2:19     |  |
| 7.   | «Artificial Love»        | 5:01     |  |
| 8.   | «불공평해 (Unfair)»      | 3:32     |  |
| 9.   | «My Lady»                | 1:02     |  |
| 10.  | «월광 (Moonlight)»       | 1:45     |  |
| 11.  | «Sing for You»           | 3:51     |  |
| 12.  | «Call Me Baby»           | 1:53     |  |
| 13.  | «유성우 (Lady Luck)»     | 3:35     |  |
| 14.  | «Tender Love»            | 3:34     |  |
| 15.  | «Cloud 9»                | 3:58     |  |
| 16.  | «Love Me Right»          | 4:03     |  |

| CD 2 |                           |          |  |
| N.º  | Título                    | Duración |  |
| 1.   | «Heaven»                  | 3:43     |  |
| 2.   | «Girl X Friend»           | 3:39     |  |
| 3.   | «3.6.5»                   | 3:15     |  |
| 4.   | «중독 (Overdose)»         | 4:33     |  |
| 5.   | «Transformer»             | 4:23     |  |
| 6.   | «Lightsaber»              | 4:05     |  |
| 7.   | «같이해 (Do It Together)» | 2:39     |  |
| 8.   | «Full Moon»               | 1:54     |  |
| 9.   | «Drop That»               | 4:57     |  |
| 10.  | «EXO Keep On Dancing»     | 3:12     |  |
| 11.  | «Lucky»                   | 3:16     |  |
| 12.  | «Run»                     | 4:49     |  |
| 13.  | «Lotto»                   | 3:12     |  |
| 14.  | «으르렁 (Growl)»          | 3:34     |  |
| 15.  | «For Life»                | 3:57     |  |

## Historial de lanzamiento
| País          | Fecha                 | Formato              | Discográfica       |
| ------------- | --------------------- | -------------------- | ------------------ |
| Corea del Sur | 25 de octubre de 2017 | CD, descarga digital | S.M. Entertainment |
| Mundo         | 25 de octubre de 2017 | Descarga digital     | S.M. Entertainment |